# استوان اوستوییچ
استوان اوستوییچ (انگلیسی: Stevan Ostojić؛ زادهٔ ۲۰ اوت ۱۹۴۱ – ۱۵ مهٔ ۲۰۲۲) بازیکن فوتبال اهل یوگسلاوی بود.
از باشگاه‌هایی که در آن بازی کرده بود می‌توان به آ.اس موناکو، باشگاه فوتبال فنرباغچه، باشگاه فوتبال ستاره سرخ بلگراد، و باشگاه فوتبال رادنیشکی نیش اشاره کرد.
وی همچنین در تیم ملی فوتبال یوگسلاوی بازی کرده بود.